# Іфрита
Іфрита, також синьоголовка (Ifrita kowaldi) — вид горобцеподібних птахів монотипової родини іфритових (Ifritidae), ендемік Нової Гвінеї. Один з кількох отруйних птахів Планети.

## Етимологія
Родова назва походить від арабського іфрит — джин або дух. Видовий епітет походить від прізвища англ. C. Kowald (fl. 1890) — агента уряду й колекціонера на Британській Новій Гвінеї.

## Опис
Невеликий комахоїдний птах, який досягає ваги приблизно 35 грамів, має довжину до 16–17 см і жовтувато-коричневе оперення з синьою і чорною верхньою частиною голови. Самець має білу смугу позаду очей, а самиця — тьмяно-жовту. Як і Pitohui dichrous має батрахотоксин (алкалоїди) на своїй шкірі та пір'ях, що викликає оніміння і поколювання в тих, хто торкається птаха. Токсин набувається з частиною їжі, зокрема, з жуками роду Choresine.

## Поширення
Ендемік тропічних лісів Нової Гвінеї. Населяє гірський ліс, особливо моховий ліс; на висотах 1460–3680 м, переважно 2000—2900 м.

## Поведінка
Птахи харчуються комахами, іноді — м'якими фруктами. Їжа розшукується як на деревах, так і на землі. По дереву рухається як повзик звичайний (Sitta europaea), використовуючи хвіст як опору. Ймовірно, веде відносно малорухливий спосіб життя. Гнізда з яйцями були помічені у вересні, гніздо з пташенятами в жовтні і листопаді, це означає що пора розмноження в птахів у середині сухого сезону і в кінці. Гніздо — велика товстостінна кулька моху та папороті, переплетена вусиками й тонкими корінцями.